# Universidad de Ciencias Aplicadas de Mittelhessen
La Universidad de Ciencias Aplicadas de Mittelhessen (en alemán: Technische Hochschule Mittelhessen, o THM) es una Fachhochschule alemana para estudios de grado y máster en las ciudades de Giessen, Friedberg y Wetzlar.

## Historia

### Giessen
La Universidad de Ciencias Aplicadas de Hesse Central (Technische Hochschule Mittelhessen (THM)) se remonta a Giessen. El 14 de enero de 1838, por la Asociación Nacional de Comercio de Darmstadt, se fundó la "escuela de dibujo técnico" de Giessen ("Schule für technisches Zeichnen"). Esto llevó a la fundación de esta escuela donde se fomentaron las quejas generalizadas de que los artesanos no podían leer y comprender los planos de los arquitectos. A solo cuatro semanas de Darmstadt, en diciembre de 1837, se fundó la escuela de comercio, la predecesora de la actual TU Darmstadt (Universidad Técnica de Darmstadt). Por lo tanto, la THM es solo un mes más joven que la TU Darmstadt y, por lo tanto, es la segunda institución de educación técnica superior más antigua del estado alemán de Hesse.
En Giessen también en 1838, se fundó otra "escuela comercial". En 1840 siguió el establecimiento de la asociación comercial de fundición . Entre sus miembros se encontraban los profesores Justus von Liebig y Hugo von Ritgen. La escuela de comercio en 1842 se expandió hasta convertirse en una "escuela computacional para artesanos". En 1846, la escuela de dibujo técnico se formó para crear la "escuela de oficios" (Handwerkerschule).

## La Universidad hoy
En el semestre de invierno de 1986/87 se puso a disposición por primera vez el programa de informática. Al mismo tiempo, las "matemáticas, ciencias y procesamiento de datos" se dividieron en las áreas temáticas "matemáticas, ciencias e informática" (Giessen) y "matemáticas, ciencias y procesamiento de datos" (Friedberg).
El programa de maestría acreditado por ZeVA "Marketing internacional" significa que THM es uno de los primeros cursos de posgrado en marketing económico en Alemania que se imparte en inglés.
Cada vez más, la THM se está volviendo cada vez más activa con sus programas de grado, y continúa esforzándose en varios campos académicos. Para intensificar el trabajo fundó la universidad 2007, el Centro Universitario de Educación Continua - HZW y enseñó en el Monasterio de la Montaña Vieja en Solms-Oberbiel un centro educativo, sistema que se instaló en el campus de Giessen en 2011.

## Los departamentos de la THM

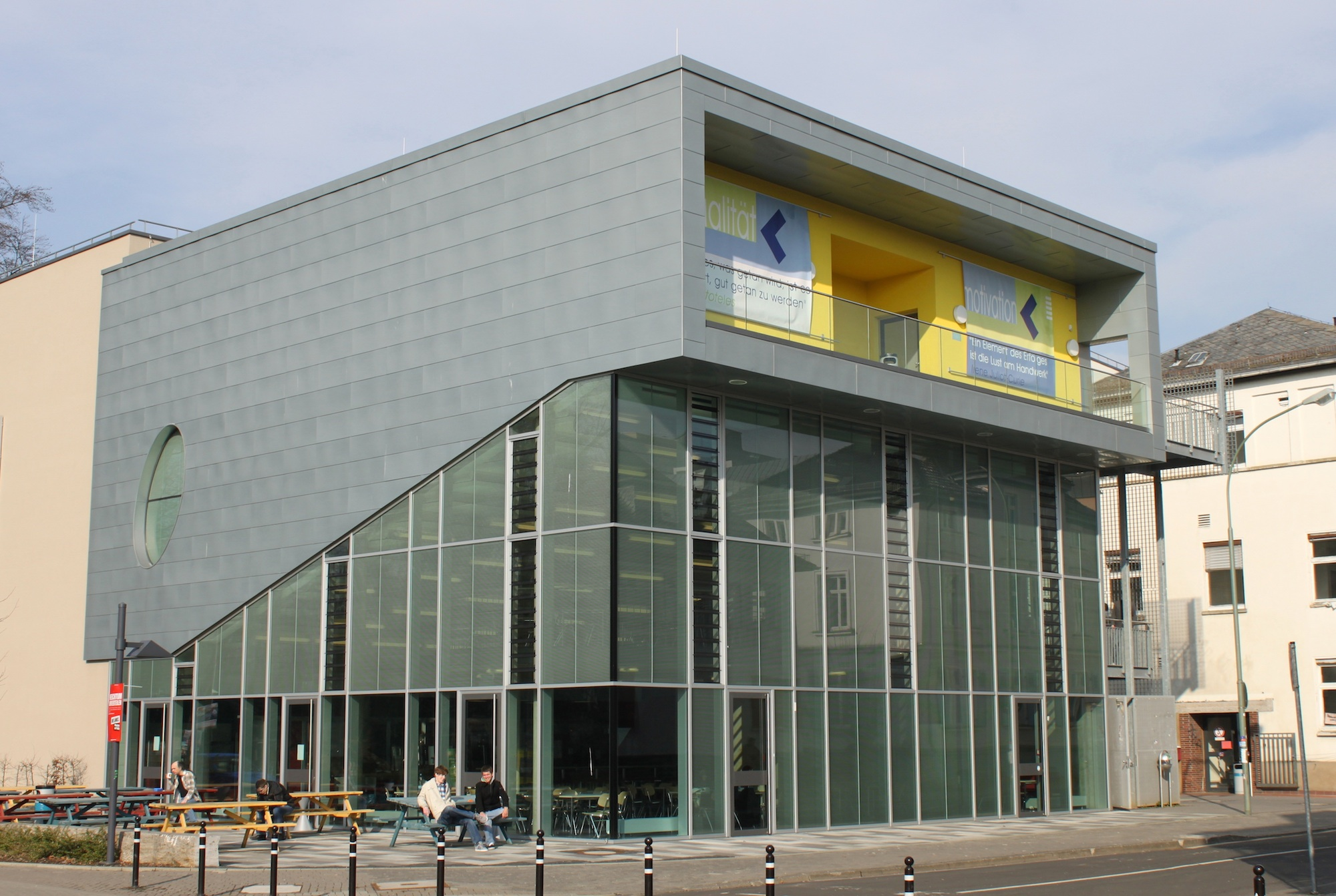
Edificio A20, Audimax y "Café CampusTor" (Giessen).

### En Friedberg
- - Informationstechnik - Elektrotechnik - Mechatronik (Tecnología de la información, Electrónica, Mecatrónica)
  - Maschinenbau, Mechatronik, Materialtechnologie (Ingeniería, Mecatrónica, Tecnología de materiales)
  - Mathematik, Naturwissenschaften und Datenverarbeitung (Matemáticas, Ciencias Naturales y Procesamiento de Datos)
  - Sozial- und Kulturwissenschaften (Ciencias sociales y culturales)
  - Wirtschaftsingenieurwesen (Ingeniería comercial)

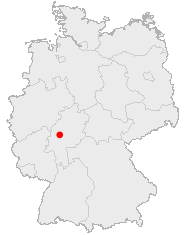
Localización

### En Giessen
- - Bauwesen (Arquitectura e Ingeniería Civil)
  - Elektro- und Informationstechnik (Electrónica y TI)
  - Ingeniería en Ciencias de la Vida
  - Maschinenbau und Energietechnik (Ingeniería mecánica y energética)
  - Mathematik, Naturwissenschaften und Informatik (Matemáticas, Ciencias Naturales y Tecnología de la Información)
  - Sozial- und Kulturwissenschaften (Ciencias sociales y culturales)
  - Wirtschaft - THM Business School (Administración de empresas)

### En Wetzlar

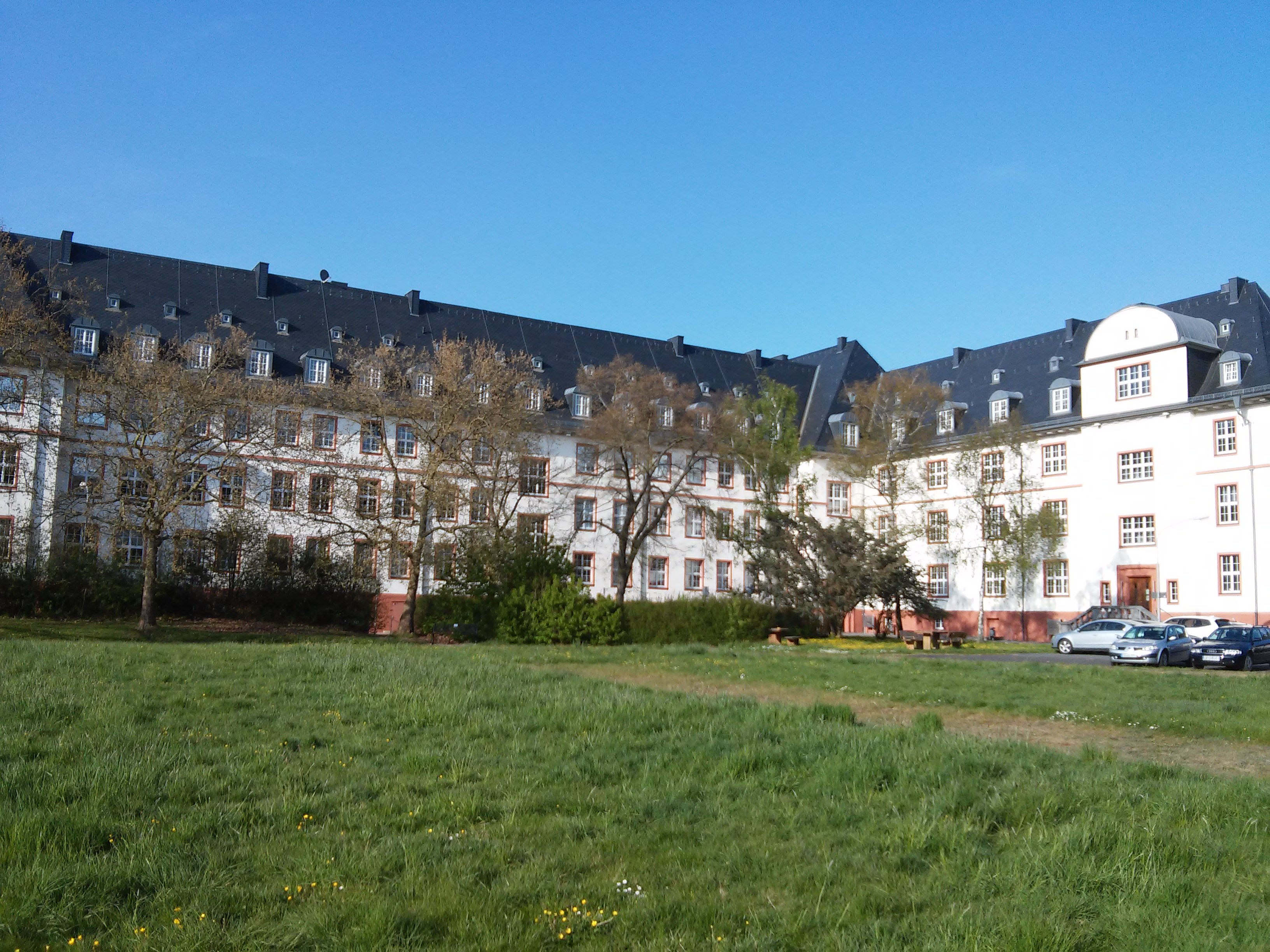
Campus de Wetzlar

La instalación de Studium Plus es parte de la Technische Hochschule Mittelhessen. Studium Plus es un Centro de Competencia de Ciencias Aplicadas. Ofrece un sistema dual de estudio. Los estudiantes combinan la teoría del aprendizaje en la universidad y reciben enfoques prácticos en negocios e industrias adicionales.
Los temas de estudio son:
- Wirtschaftsingenieurwesen (Ingeniería comercial)
- Betriebswirtschaft (Administración de empresas)
- Ingenieurwesen / Mikrosystemtechnik (Ingeniería / Tecnología de micro sistemas)
- Prozessmanagement (Gestión de procesos)
  - especialidad en Steuerung von Geschaeftsprozessen (Control de procesos comerciales)
  - especialidad en sistema de gestión (sistemas de gestión)

Otras instalaciones de la Universidad Studium Plus se encuentran en Bad Hersfeld, Bad Wildungen, Frankenberg y Biedenkopf en Hesse.